# سياسة فصل العائلات المهاجرة في الولايات المتحدة
سياسة فصل العائلات المهاجرة في الولايات المتحدة هي سياسة انتهجتها إدارة رئيس الولايات المتحدة دونالد ترامب خلال ولايته الأولى (2017 - 2020). تم تقديم السياسة لعموم العالم على أنها نهج «لعدم التسامح المطلق» الذي يهدف إلى ردع الهجرة الغير الشرعية وتشجيع التشريعات الأكثر صرامة. وقد تم اعتمادها رسميًا عبر الحدود الأمريكية المكسيكية بأكملها من أبريل إلى يونيو 2018. لكن التحقيقات اللاحقة أظهرت أن ممارسة الانفصال الأسري قد بدأ قبل عام من الإعلان العام.
بموجب هذه السياسة، فصلت السلطات الفيدرالية الأطفال عن آبائهم أو أولياء أمورهم الذين دخلوا معهم إلى الولايات المتحدة. فتمت مقاضاة البالغين واحتجازهم في السجون الفيدرالية، بينما وضع الأطفال تحت إشراف وزارة الصحة والخدمات الإنسانية الأمريكية. في يناير 2020، أفاد مركز قانون الحاجة الجنوبي بأن العدد الحكومي الرسمي للأطفال المنفصلين عن والديهم أو أولياء أمورهم كان 4368.
بحلول أوائل يونيو 2018، تبين أن هذه السياسة لم تتضمن إجراءات للم شمل العائلات التي تم فصلها، مما أدى إلى أزمة هجرة للأطفال. تسببت بانتقادات وطنية ودولية، أجبر على إثرها الرئيس دونالد ترامب في 20 يونيو 2018 على التوقيع على أمر تنفيذي ينهي الفصل بين العائلات على الحدود. في 26 يونيو 2018، أصدر قاضي المقاطعة الأمريكية دانا صبراو أمرًا قضائيًا أوليًا على مستوى البلاد ضد سياسة الفصل الأسري وأمر بجمع شمل جميع الأطفال مع والديهم في غضون 30 يومًا. بعد شهرين من القرار، ظل العديد من الآباء والأطفال منفصلين.
منذ يونيو 2018، وعلى الرغم من الإنهاء الرسمي لسياسة الفصل، فقد تم فصل مئات الأطفال الإضافيين عن أباءهم. في مارس 2019، أفادت الحكومة أنه منذ ذلك الوقت، تم إبعاد 245 طفلاً عن أسرهم، وفي بعض الحالات دون توثيق واضح لتعقبهم من أجل لم شملهم مع أباءهم. في يوليو 2019، أفادت لجنة الرقابة والإصلاح بمجلس النواب أن أكثر من 700 طفل قد انفصلوا عن والديهم بعد النهاية الرسمية للسياسة. في يوليو، ورد أن ما يصل إلى خمسة أطفال يتم فصلهم عن بعضهم البعض في اليوم، وبحلول أكتوبر من نفس السنة، وصل العدد الإجمالي إلى 1090 طفل.
في يناير 2019، أقرت الإدارة بأن آلاف الأطفال ربما انفصلوا عن عائلاتهم بأعداد أكثر من الرقم المذكور سابقًا وهو 2737، مع عدم تأكد المسؤولين من العدد الدقيق. فيما بعد أظهر التحقيق أن سياسة فصل الأطفال قد بدأت بالفعل في صيف عام 2017، قبل سياسة عدم التسامح المطلق التي تم الإعلان عنها في أبريل 2018. كما صرح المسؤولون الفيدراليون أنه لا توجد خطط لمحاولة لم شمل هؤلاء الأطفال لأن «ذلك من شأنه أن يزعزع استقرار بيئتهم المنزلية الحالية، ويمكن أن يكون مؤلمًا للأطفال». في مايو 2019، أقرت الإدارة بأن ما لا يقل عن 1712 طفلًا مهاجرًا إضافيًا ربما يكونون قد تم فصلهم عن والديهم حتى قبل تنفيذ سياسة «عدم التسامح المطلقً».
في يوليو 2019، رفع الاتحاد الأمريكي للحريات المدنية دعوى قضائية تزعم أن أكثر من 900 أسرة، بما في ذلك الأطفال والرضع قد تم فصلهم على الحدود الأمريكية المكسيكية. في ديسمبر 2019، تم رفع دعوى قضائية تزعم أنه منذ صدور الأمر بإنهاء إعادة توطين الأسرة عقب الأمر الفيدرالي لعام 2018، تم فصل 1100 طفل عن والديهم بعد عبورهم الحدود. بعد تأكيد حالات فيروس كورونا بين القاصرين في حجز مكتب إعادة توطين اللاجئين خلال جائحة فيروس كورونا، أصدرت محكمتان فيدراليتان أحكامًا تقضي بالإشراف على استعداد المنشآت للوباء.